# I Don't Like the Drugs (But the Drugs Like Me)
«I Don't Like the Drugs (But the Drugs Like Me)» — другий сингл з третього студійного альбому гурту Marilyn Manson Mechanical Animals. Пісня містить гітарне соло гітариста гурту Jane's Addiction Дейва Наварро. Так само, як і на альбомі Mechanical Animals, у треці відчутний сильний вплив Девіда Боуї.

## Відеокліп
У відео присутні різні посилання на біблійні вірші та біблійних персонажів. Наприклад, рядки з Матвія 18:8: «Коли тільки рука твоя, чи нога твоя спокушає тебе, відітни її й кинь від себе: краще тобі увійти в життя одноруким або одноногим, ніж з обома руками чи з обома ногами бути вкиненому в огонь вічний». Матвія 18:9 говорить: «І коли твоє око тебе спокушає його вибери й кинь від себе: краще тобі однооким ввійти в життя, ніж з обома очима бути вкиненому до геєнни огненної». У кліпі можна побачити Менсона з ампутованою лівою рукою, що якраз стосується наведених вище біблійних віршів. Фронтмен у відеокліпі має біле волосся, що є посиланням на вірш з Об'явлення 1:13-14: «А посеред семи свічників Подібного до Людського Сина, одягненого в довгу одежу і підперезаного по грудях золотим поясом. А Його голова та волосся білі, немов біла вовна, як сніг; а очі Його немов полум'я огняне». Ліве око Менсона з контактною лінзою символізує Даджжала, фальшивого пророка, у якого одне око незряче та ушкоджене.

## Список пісень
Британський CD-сингл №1
1. «I Don't Like the Drugs (But the Drugs Like Me)» - 5:03
2. I Don't Like the Drugs (But the Drugs Like Me) (Every Day) - 5:22
3. «I Don't Like the Drugs (But the Drugs Like Me)» (Absinth Make the Heart Grow Fonder) - 5:29

Британський CD-сингл №2
1. «I Don't Like the Drugs (But the Drugs Like Me)» (Infected by the Scourge of the Earth) - 5:41
2. «I Don't Like the Drugs (But the Drugs Like Me)» (Danny Saber Remix) - 5:16
3. «I Don't Like the Drugs (But the Drugs Like Me)» - 5:03
4. Скрінсейвер «Drugs»

Британський віниловий 10" сингл (ремікси)
1. «I Don't Like the Drugs (But the Drugs Like Me)» (Infected by the Scurge of the Earth Remix) - 5:41
2. «I Don't Like the Drugs (But the Drugs Like Me)» (Danny Saber Remix) - 5:16
3. «I Don't Like the Drugs (But the Drugs Like Me)» (Everyday Black Dog Remix) - 5:41
4. «I Don't Like the Drugs (But the Drugs Like Me)» (Absinth Makes the Heart Grow Fonder Remix) - 5:29

Австралійський CD-сингл
1. «I Don't Like the Drugs (But the Drugs Like Me)» - 5:03
2. «I Don't Like the Drugs (But the Drugs Like Me)» (Radio Edit) - 5:06
3. «I Don't Like the Drugs (But the Drugs Like Me)» (Danny Saber Remix) - 5:16
4. «The Beautiful People» (Live) - 4:33

Японський CD-сингл
1. «I Don't Like the Drugs (But the Drugs Like Me)» (Infected by the Scourge of the Earth) - 5:41
2. «I Don't Like the Drugs (But the Drugs Like Me)» (Danny Saber Remix) - 5:16
3. «I Don't Like the Drugs (But the Drugs Like Me)» (Every Day) - 5:22
4. «I Don't Like the Drugs (But the Drugs Like Me)» (Absinth Makes the Heart Grow Fonder) - 5:29
5. «I Don't Like the Drugs (But the Drugs Like Me)» - 5:03